# Filipijnen op de Olympische Zomerspelen 2020
De Filipijnen namen deel aan de Olympische Zomerspelen 2020 in Tokio, Japan.

## Medailleoverzicht
| Medaille | Naam           | Sport         | Onderdeel         | Datum      |
| -------- | -------------- | ------------- | ----------------- | ---------- |
| Goud     | Hidilyn Diaz   | Gewichtheffen | -55 kg (v)        | 26 juli    |
|          |                |               |                   |            |
| Zilver   | Nesthy Petecio | Boksen        | vedergewicht (v)  | 3 augustus |
| Zilver   | Carlo Paalam   | Boksen        | vlieggewicht (m)  | 7 augustus |
|          |                |               |                   |            |
| Brons    | Eumir Marcial  | Boksen        | middelgewicht (m) | 5 augustus |

## Atleten
Hieronder volgt een overzicht van de atleten die zich reeds hebben verzekerd van deelname aan de Olympische Zomerspelen 2020.
| sport         | Mannen | Vrouwen | totaal |
| ------------- | ------ | ------- | ------ |
| Atletiek      | 1      | 1       | 2      |
| Boksen        | 2      | 2       | 4      |
| Gewichtheffen | 0      | 2       | 2      |
| Golf          | 1      | 2       | 3      |
| Gymnastiek    | 1      | 0       | 1      |
| Judo          | 0      | 1       | 1      |
| Rowing        | 1      | 0       | 1      |
| Schietsport   | 1      | 0       | 1      |
| Skateboarden  | 0      | 1       | 1      |
| Taekwondo     | 1      | 0       | 1      |
| Zwemmen       | 1      | 1       | 2      |
| totaal        | 9      | 10      | 19     |

## Sporten

### Atletiek
Mannen
Technische nummers
| atleet        | onderdeel            | kwalificaties | kwalificaties | finale  | finale |
| atleet        | onderdeel            | afstand       | rang          | afstand | rang   |
| ------------- | -------------------- | ------------- | ------------- | ------- | ------ |
| Ernest Obiena | polsstokhoogspringen | 5,75          | 10 q          | 5,70    | 11     |

Vrouwen
Loopnummers
| atleet               | onderdeel | series  | series | kwartfinale | kwartfinale | halve finale   | halve finale   | finale         | finale         |
| atleet               | onderdeel | tijd    | rang   | tijd        | rang        | tijd           | rang           | tijd           | rang           |
| -------------------- | --------- | ------- | ------ | ----------- | ----------- | -------------- | -------------- | -------------- | -------------- |
| Kristina Marie Knott | 200 m     | 23,80 s | 5      | n.v.t.      | n.v.t.      | niet geplaatst | niet geplaatst | niet geplaatst | niet geplaatst |

### Boksen
Mannen
| atleet        | onderdeel     | eerste ronde         | tweede ronde         | kwartfinale          | halve finale         | finale               | finale |
| atleet        | onderdeel     | tegenstander uitslag | tegenstander uitslag | tegenstander uitslag | tegenstander uitslag | tegenstander uitslag | rang   |
| ------------- | ------------- | -------------------- | -------------------- | -------------------- | -------------------- | -------------------- | ------ |
| Carlo Paalam  | vlieggewicht  | Irvine W 4 - 1       | Flissi W 5 - 0       | Zoirov W 4 - 0       | Tananka W 5 - 0      | Yafai V 1 - 4        | Zilver |
| Eumir Marcial | middengewicht | bye                  | Nemouchi W           | Darchinyan W KO      | Chyzjnjak V 2 - 3    | niet geplaatst       | Brons  |

Vrouwen
| atlete         | onderdeel    | eerste ronde         | tweede ronde         | kwartfinale          | halve finale         | finale               | finale         |
| atlete         | onderdeel    | tegenstander uitslag | tegenstander uitslag | tegenstander uitslag | tegenstander uitslag | tegenstander uitslag | rang           |
| -------------- | ------------ | -------------------- | -------------------- | -------------------- | -------------------- | -------------------- | -------------- |
| Irish Magnoa   | vlieggewicht | Ongare W 5 - 0       | Jitpong V 0 - 5      | niet geplaatst       | niet geplaatst       | niet geplaatst       | niet geplaatst |
| Nesthy Petecio | vlieggewicht | Matshu W 5 - 0       | Lin Y-t W 3 - 2      | Arias W 5 - 0        | Testa W 4 - 1        | Irie V 0 - 5         | Zilver         |

### Gewichtheffen
Vrouwen
| atlete       | onderdeel | trekken | trekken | stoten | stoten | totaal | rang |
| atlete       | onderdeel | score   | rang    | score  | rang   | totaal | rang |
| ------------ | --------- | ------- | ------- | ------ | ------ | ------ | ---- |
| Hidilyn Diaz | -55 kg    | 97      | 2       | 127 OR | 1      | 224 OR | Goud |
| Elreen Ando  | -64 kg    | 100 NR  | 9       | 122 NR | 8      | 222 NR | 7    |

### Golf
Mannen
| atleet         | onderdeel | eerste ronde | tweede ronde | derde ronde | vierde ronde | totaal | totaal | totaal |
| atleet         | onderdeel | score        | score        | score       | score        | score  | par    | rang   |
| -------------- | --------- | ------------ | ------------ | ----------- | ------------ | ------ | ------ | ------ |
| Juvic Pagunsan | mannen    | 66           | 73           | 76          | 70           | 285    | +1     | 55     |

Vrouwen
| atlete             | onderdeel | eerste ronde | tweede ronde | derde ronde | vierde ronde | totaal | totaal | totaal |
| atlete             | onderdeel | score        | score        | score       | score        | score  | par    | rang   |
| ------------------ | --------- | ------------ | ------------ | ----------- | ------------ | ------ | ------ | ------ |
| Bianca Pagdanganan | vrouwen   | 69           | 71           | 71          | 74           | 285    | +1     | 43     |
| Yuka Saso          | vrouwen   | 74           | 68           | 67          | 65           | 274    | -10    | 9      |

### Gymnastiek

#### Turnen
Mannen
| atleet      | onderdeel | kwalificatie | kwalificatie | kwalificatie | kwalificatie | kwalificatie | kwalificatie | kwalificatie | kwalificatie | finale         | finale         | finale         | finale         | finale         | finale         | finale         | finale         |
| atleet      | onderdeel | toestel      | toestel      | toestel      | toestel      | toestel      | toestel      | totaal       | positie      | toestel        | toestel        | toestel        | toestel        | toestel        | toestel        | totaal         | positie        |
| atleet      | onderdeel | vloer        | voltige      | ringen       | sprong       | brug         | rekstok      | totaal       | positie      | vloer          | voltige        | ringen         | sprong         | brug           | rekstok        | totaal         | positie        |
| ----------- | --------- | ------------ | ------------ | ------------ | ------------ | ------------ | ------------ | ------------ | ------------ | -------------- | -------------- | -------------- | -------------- | -------------- | -------------- | -------------- | -------------- |
| Carlos Yulo | meerkamp  | 13.566       | 11.833       | 14.000       | 14.712 Q     | 13.466       | 12.300       | 79.931       | 47           | niet geplaatst | niet geplaatst | niet geplaatst | niet geplaatst | niet geplaatst | niet geplaatst | niet geplaatst | niet geplaatst |
| Carlos Yulo | sprong    | n.v.t.       | n.v.t.       | n.v.t.       | 14.712       | n.v.t.       | n.v.t.       | 14.712       | 6 Q          | n.v.t.         | n.v.t.         | n.v.t.         | 14.716         | n.v.t.         | n.v.t.         | 14.712         | 4              |

### Judo
Vrouwen
| atlete          | onderdeel | eerste ronde         | tweede ronde         | derde ronde          | kwartfinale          | halve finale         | herkansing           | finale / BM          | finale / BM    |
| atlete          | onderdeel | tegenstander uitslag | tegenstander uitslag | tegenstander uitslag | tegenstander uitslag | tegenstander uitslag | tegenstander uitslag | tegenstander uitslag | rang           |
| --------------- | --------- | -------------------- | -------------------- | -------------------- | -------------------- | -------------------- | -------------------- | -------------------- | -------------- |
| Kiyomi Watanabe | −63 kg    | n.v.t.               | Cabaña V 000-100     | niet geplaatst       | niet geplaatst       | niet geplaatst       | niet geplaatst       | niet geplaatst       | niet geplaatst |

### Roeien
Mannen
| atleet        | onderdeel | series  | series | herkansingen | herkansingen | kwartfinale | kwartfinale | halve finale | halve finale | finale  | finale |
| atleet        | onderdeel | tijd    | rang   | tijd         | rang         | tijd        | rang        | tijd         | rang         | tijd    | rang   |
| ------------- | --------- | ------- | ------ | ------------ | ------------ | ----------- | ----------- | ------------ | ------------ | ------- | ------ |
| Cris Nievarez | skiff     | 7.22,97 | 3 KF   | bye          | bye          | 7.50,74     | 5 HC/D      | 7.26,05      | 5 FD         | 7.21,28 | 23     |

Legenda: FA=finale A (medailles); FB=finale B (geen medailles); FC=finale C (geen medailles); FD=finale D (geen medailles); FE=finale E (geen medailles); FF=finale F (geen medailles); HA/B=halve finale A/B; HC/D=halve finale C/D; HE/F=halve finale E/F; KF=kwartfinale; H=herkansing

### Schietsport
Mannen
| atlete        | onderdeel        | kwalificaties | kwalificaties | finale         | finale         |
| atlete        | onderdeel        | punten        | rang          | punten         | rang           |
| ------------- | ---------------- | ------------- | ------------- | -------------- | -------------- |
| Jayson Valdez | 10 m luchtgeweer | 612,6         | 44            | niet geplaatst | niet geplaatst |

### Skateboarden
Vrouwen
| atlete          | onderdeel | kwalificaties | kwalificaties | finale | finale |
| atlete          | onderdeel | punten        | rang          | punten | rang   |
| --------------- | --------- | ------------- | ------------- | ------ | ------ |
| Margielyn Didal | street    | 12,02         | 7 Q           | 7,52   | 7      |

### Taekwondo
| atleet       | onderdeel | eerste ronde         | kwartfinale          | halve finale         | herkansing           | finale / BM          | finale / BM    |
| atleet       | onderdeel | tegenstander uitslag | tegenstander uitslag | tegenstander uitslag | tegenstander uitslag | tegenstander uitslag | rang           |
| ------------ | --------- | -------------------- | -------------------- | -------------------- | -------------------- | -------------------- | -------------- |
| Kurt Barbosa | -58 kg    | Jang Jun V 6 - 26    | niet geplaatst       | niet geplaatst       | niet geplaatst       | niet geplaatst       | niet geplaatst |

### Zwemmen
Mannen
| atleet      | onderdeel        | series   | series | halve finale   | halve finale   | finale         | finale         |
| atleet      | onderdeel        | tijd     | rang   | tijd           | rang           | tijd           | rang           |
| ----------- | ---------------- | -------- | ------ | -------------- | -------------- | -------------- | -------------- |
| Luke Gebbie | 50 m vrije slag  | 22,84    | 41     | niet geplaatst | niet geplaatst | niet geplaatst | niet geplaatst |
| Luke Gebbie | 100 m vrije slag | 49,64 NR | 36     | niet geplaatst | niet geplaatst | niet geplaatst | niet geplaatst |

Vrouwen
| atlete      | onderdeel         | series  | series | halve finale   | halve finale   | finale         | finale         |
| atlete      | onderdeel         | tijd    | rang   | tijd           | rang           | tijd           | rang           |
| ----------- | ----------------- | ------- | ------ | -------------- | -------------- | -------------- | -------------- |
| Remedy Rule | 100 m vlinderslag | 59,68   | 25     | niet geplaatst | niet geplaatst | niet geplaatst | niet geplaatst |
| Remedy Rule | 200 m vlinderslag | 2.12,23 | 15 Q   | 2.12,23        | 15             | niet geplaatst | niet geplaatst |